# Сіппо (Айті)
35°10′0″ пн. ш. 136°48′0″ сх. д. / 35.16667° пн. ш. 136.80000° сх. д.
Сіппо́ (яп. 七宝町, しっぽうちょう, МФА: [ɕip̚.poː t͡ɕoː]) — містечко в Японії, в повіті Ама префектури Айті. Існувало протягом 1966 — 2010 років. Розташовувалося в північно-західній частині префектури, на півдні  Міно-Оварійської рівнини. Отримало статус містечка 1966 року. Площа становила 8,33 км². Станом на 2010 рік населення становило 22 946 осіб, густота населення — 2755 осіб/км². 22 березня 2010 року, разом із містечками Дзімокудзі та Міва, утворило місто Ама.